# Mirošov (district de Žďár nad Sázavou)
Pour les articles homonymes, voir Mirošov.
Mirošov (en allemand : Miroschau) est une commune du district de Žďár nad Sázavou, dans la région de Vysočina, en République tchèque. Sa population s'élevait à 139 habitants en 2020.

## Géographie
Mirošov est arrosée par la Bobrůvka, un affluent de la Loučka, et se trouve à 10 km au sud-ouest de Bystřice nad Pernštejnem, à 19 km au sud-est de Žďár nad Sázavou, à 41,5 km à l'est-nord-est de Jihlava et à 142 km au sud-est de Prague.
La commune est limitée par Zvole au nord et au nord-est, par Blažkov à l'est, par Strážek et Moravec au sud, et par Bobrová à l'ouest.

## Histoire
La première mention écrite de la localité date de 1388.

## Transports
Par la route, Mirošov se trouve à 13,7 km de Bystřice nad Pernštejnem, à 23 km de Žďár nad Sázavou, à 56,5 km de Jihlava et à 176 km de Prague.